# Liepnas pagasts
Liepnas pagasts er en territorial enhed i Alūksnes novads i Letland. Pagasten havde 991 indbyggere i 2010 og 851 indbyggere i 2016 og omfatter et areal på 280,57 kvadratkilometer. Hovedbyen i pagasten er Liepna.